# Grosse Pointe Park
Grosse Pointe Park é uma cidade localizada no estado americano do Michigan, no Condado de Wayne.

## Demografia
Segundo o censo americano de 2000, a sua população era de 12.443 habitantes.
Em 2006, foi estimada uma população de 11.698, um decréscimo de 745 (-6.0%).

## Geografia
De acordo com o United States Census Bureau tem uma área de 9,6 km², dos quais 5,6 km² cobertos por terra e 4,0 km² cobertos por água.

## Localidades na vizinhança
O diagrama seguinte representa as localidades num raio de 8 km ao redor de Grosse Pointe Park.